# Zhibao
Zhibao (kinesiska: 芝苞乡, 芝苞) är en socken i Kina. Den ligger i provinsen Sichuan, i den sydvästra delen av landet, omkring 360 kilometer nordost om provinshuvudstaden Chengdu. Antalet invånare är 12 067. Befolkningen består av 5 808 kvinnor och 6 259 män. Barn under 15 år utgör 18,0 %, vuxna 15-64 år 71 %, och äldre över 65 år 10,0 %.
Genomsnittlig årsnederbörd är 1 660 millimeter. Den regnigaste månaden är september, med i genomsnitt 325 mm nederbörd, och den torraste är december, med 10 mm nederbörd.